# Titanosuchus
Titanosuchus var ett släkte kräldjur som levde under slutet av perm. Fossil av Titanosuchus har påträffats i Sydafrika. Den enda kända arten är Titanosuchus ferox.
Titanosuchus ferox blev omkring 2,5 meter lång, och hade ett enormt huvud. Den var köttätare och i munnen fanns små kindtänder, huggtänder som hörntänder och små vassa tänder som framtänder.